# لوئیس سانتیبانیز
لوئیس سانتیبانیز (اسپانیایی: Luis Santibáñez‎; ۷ فوریهٔ ۱۹۳۶ – ۵ سپتامبر ۲۰۰۸) یک مربی اهل شیلی بود.